# Fernando Garavito
Fernando Garavito (* 10. September 1944 in Bogotá; † 27. Oktober 2010 in New Mexico, USA) war ein kolumbianischer Schriftsteller und Journalist.
Garavito, der unter dem Pseudonym "Juan Mosca" schrieb, schloss sein rechtswissenschaftliches Studium im Jahre 1966 an der Universidad Javeriana als Rechtsanwalt ab. Aus seiner Ehe mit María Mercedes Carranza stammt die gemeinsame Tochter Melibea. Er war Autor der Bücher "Já" (1976) und "Ilusiones y erecciones" (1989). Zu seinen weiteren Werken des literarischen Journalismus gehören etwa "Reportajes de Juan Mosca" (1983), "El corazón de oro" (1992) und "País que duele" (1996). Zudem war er Herausgeber der Zeitschrift "Cromos" und des Sonntagsmagazins des "El Espectador". 2001 wurde er mit dem Premio Nacional de Periodismo Simón Bolívar ausgezeichnet. Er gehörte zur Gruppe der Oppositionellen während der ersten vier Regierungsjahre Álvaro Uribes und verließ seine Heimat aufgrund erhaltener Morddrohungen schließlich in Richtung der Vereinigten Staaten. Garavito, der sich in den Vorbereitungen zur Neuerscheinung seines Buches "Priscila ha vuelto" befand, starb am 27. Oktober 2010 bei einem Autounfall in US-amerikanischen Bundesstaat New Mexico.

## Auszeichnungen
- Premio Nacional de Periodismo Simón Bolívar, 2001